# 圣约瑟夫 (马提尼克)
圣约瑟夫（法語：Saint-Joseph，法語發音：[sɛ̃ ʒozɛf]）是法国海外省马提尼克的一个市镇，属于法兰西堡区。

## 地理
圣约瑟夫（14°40'15"N, 61°2'17"W）面积43.29 平方千米，位于法国海外省马提尼克。
与圣约瑟夫接壤的市镇（或旧市镇、城区）包括：丰圣但尼、法兰西堡、格罗莫讷、勒拉芒坦。
圣约瑟夫的时区为UTC−04:00（大西洋时区）。

## 行政
圣约瑟夫的邮政编码为97212，INSEE市镇编码为97224。

## 政治
圣约瑟夫的现任市长为扬·蒙普莱西尔（Yan Monplaisir）先生，任期为2020-2026年。

## 人口

1962-2008年间圣约瑟夫人口变化图示

圣约瑟夫于2022年1月1日时的人口数量为16470人。